# Gaius Antistius Reginus
Gaius Antistius Reginus was in 53-52 v.Chr. een legatus van Gaius Julius Caesar tijdens de Slag bij Alesia. Hij zou nadien worden aangesteld over een legioen dat overwinterde bij de Ambibaretes.
Mogelijk is hij de Reginus die door Marcus Tullius Cicero in mei 49 v.Chr. (als vlootcommandant?) wordt vermeld.

## Antieke bron
- Caesar, De bello Gallico VI 1.1; VII 83.3, 90.6.

## Referentie
- W. Will, art. Antistius [I 14], in NP 1 (1996), col. 796.